# Göttinger Sieben

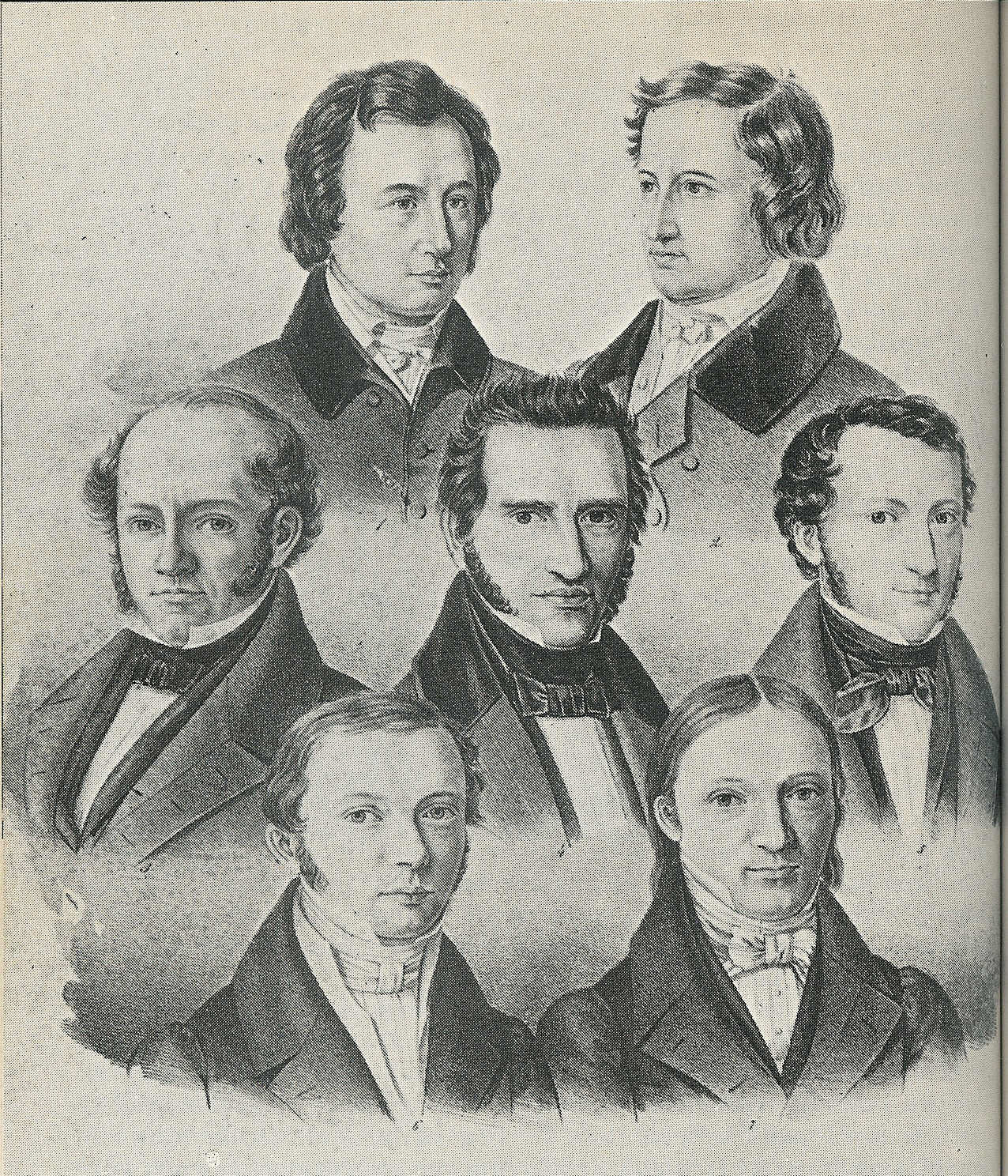
Göttinger Sieben: (1) Wilhelm Grimm, (2) Jacob Grimm, (3) Wilhelm Eduard Albrecht, (4) Friedrich Christoph Dahlmann, (5) Georg Gottfried Gervinus, (6) Wilhelm Eduard Weber, (7) Heinrich Georg August Ewald.

Göttinger Sieben (tyska för "De sju från Göttingen") var en grupp professorer vid  Göttingens universitet, bland dem bröderna Grimm, som 1837 protesterade mot upphävandet av författningen i kungariket Hannover, något som medförde att de fråntogs sina tjänster.
Revolutionen 1830 fick inflytande också i kungariket Hannover, som var i personalunion med Storbritannien. Liberala borgerliga krafter i universitetsstaden Göttingen gjorde 1831 väpnat uppror för att avlägsna det feodala styrelseskicket. Upproret slogs ned, men det upprättades likväl en ny ständerförsamling där de liberala krafterna fick dominera. År 1833 antog ständerförsamlingen en ny och liberal grundlag. Efter Vilhelm IV:s död upplöstes personalunionen och hans bror, den konservative Ernst August (1771–1851), kom till makten i Hannover. Han upplöste ständerförsamlingen och upphävde författningen. Mot detta protesterade de sju professorerna Friedrich Christoph Dahlmann, som var medförfattare av grundlagen, Wilhelm Eduard Albrecht, Heinrich Georg August Ewald, Jacob Grimm, Wilhelm Grimm, Georg Gottfried Gervinus och Wilhelm Eduard Weber. Samtliga sju avskedades, några landsförvisades dessutom.